# Adalbert Dungel
Adalbert Dungel OSB (20. června 1842 Lukov – 10. července 1923 klášter Göttweig) byl rakouský benediktinský mnich, opat kláštera Göttweig a politik, na přelomu 19. a 20. století poslanec Říšské rady.

## Biografie
Narodil se na jižní Moravě, vychodil gymnázium ve Znojmě. Roku 1861 vstoupil do benediktinského kláštera Göttweig. Roku 1865 složil řádovou přísahu. Roku 1866 byl vysvěcen na kněze. Byl pomocným knězem v Tullnu. V letech 1868–1877 vyučoval teologii. Vedl správu klášterních nemovitostí a roku 1886 se stal opatem kláštera.
Na konci 19. století se zapojil i do celostátní politiky. Ve volbách do Říšské rady roku 1897 získal mandát za velkostatkářskou kurii, obvod Dolní Rakousy. Za týž obvod mandát obhájil i ve volbách do Říšské rady roku 1901.Profesně byl k roku 1897 uváděn jako opat kláštera.